# Diecezja w Europie
Diecezja w Europie (ang. Diocese in Europe, dawniej diecezja Gibraltaru w Europie) – diecezja Kościoła Anglii obejmująca całą Europę (poza Wyspami Brytyjskimi), Maroko oraz całe terytorium dawnego ZSRR. Do diecezji należy też m.in. kapelania anglikańska w Warszawie. W swoim dzisiejszym kształcie diecezja powstała w roku 1980, choć diecezja gibraltarska (nieobejmująca jednak całej Europy, a jedynie jej południową część) istniała już od 1842 roku. 

## Biskupi
Na czele diecezji stoi biskup w Europie (Bishop in Europe), którego formalną siedzibą jest Gibraltar, jednak w praktyce poprzedni ordynariusze rezydowali w różnych miejscach, zarówno na terytorium diecezji, jak i poza nim. Kierujący diecezją od 2014 bp Rob Innes za swoje miejsce codziennego urzędowania obrał Belgię. Biskupa diecezjalnego wspiera jeden etatowy biskup pomocniczy, tytułowany biskupem sufraganem w Europie. Ze względu na ogromną rozległość geograficzną diecezji, korzysta ona również z posługi tzw. honorowych biskupów pomocniczych, którymi są głównie biskupi Kościołów anglikańskich lub starokatolickich z kontynentalnej Europy, a także emerytowani biskupi Kościoła Anglii. Tacy biskupi nie pełnią funkcji administracyjnych, natomiast często reprezentują biskupa diecezjalnego na rozmaitych uroczystościach. 

## Podział administracyjny
Diecezja dzieli się na siedem archidiakonii:
- Archidiakonia Wschodnia (siedziba archidiakona: Wiedeń)
- Archidiakonia Francji (Nicea)
- Archidiakonia Gibraltaru (Fuengirola)
- Archidiakonia Niemiec i Europy Północnej (Kopenhaga)
- Archidiakonia Europy Północno-Zachodniej (Utrecht)
- Archidiakonia Włoch i Malty (Rzym)
- Archidiakonia Szwajcarii (Berno)